# Monaeses paradoxus
Monaeses paradoxus (Lucas, 1846) è un ragno araneomorfo della famiglia Thomisidae.

## Descrizione
I maschi misurano dai 5 ai 6 mm e le femmine dagli 8 agli 11 mm.

## Distribuzione e habitat
Questa specie si trova in Europa, Africa e Medio Oriente.